# Bunte Holländische Ziege

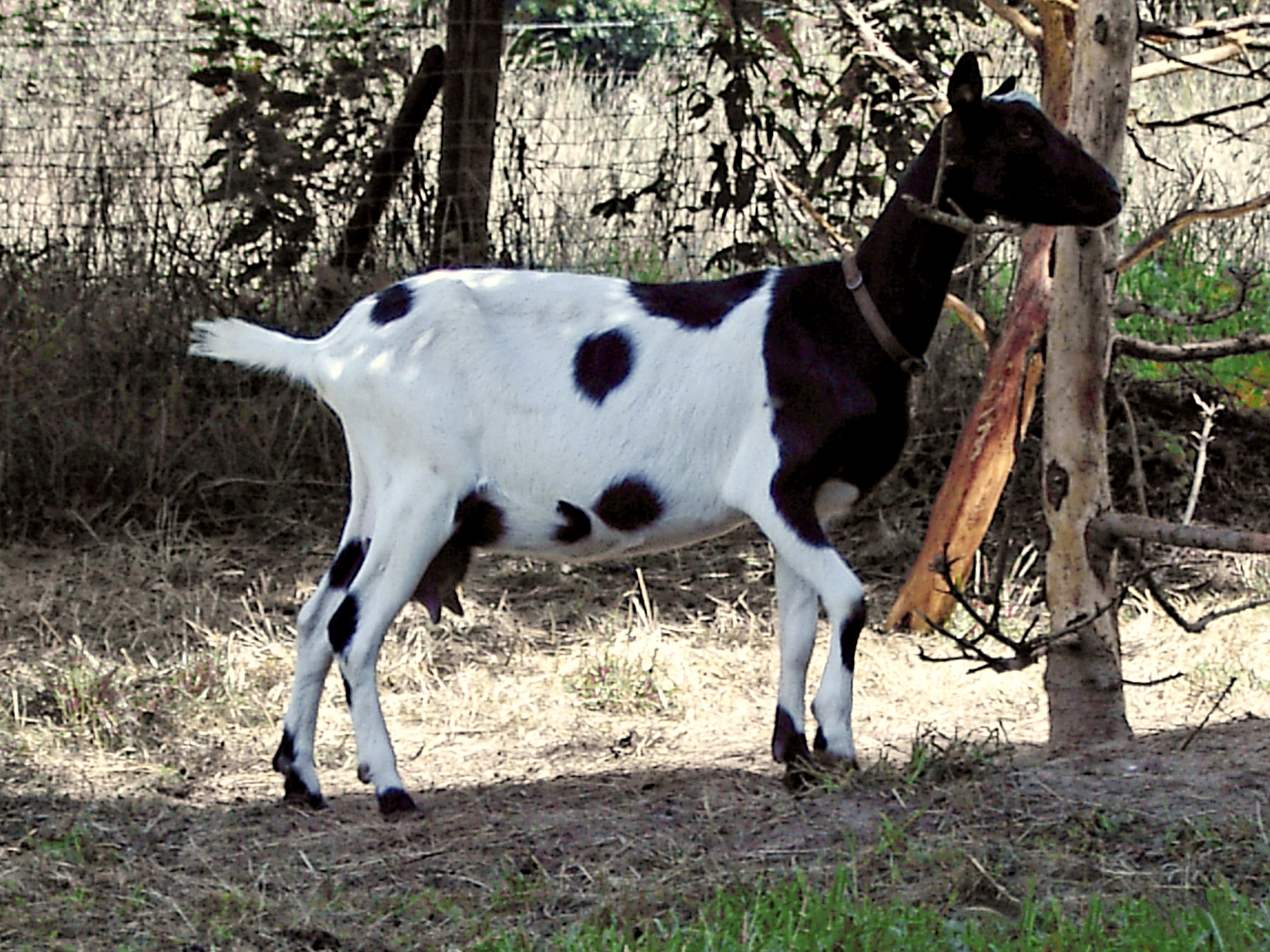
Bunte holländische Ziege

Die Bunte Holländische Ziege ist eine mittelgroße, schwarz-, grau oder braunweiß gescheckte Rasse der Hausziege. Die meisten Tiere dieser Rasse sind behornt, es kommen jedoch auch immer wieder hornlose Individuen vor.
Die Rasse wurde ursprünglich zu Beginn des 20. Jahrhunderts in den niederländischen Provinzen Südholland und Zeeland aus holländischen Landziegen durch Einkreuzung von Ziegen der Rassen Toggenburger Ziege, Saanenziege und Weiße Deutsche Edelziege gezüchtet. Seit 1980 gibt es für diese seltene Haustierrasse in den Niederlanden ein Herdbuch. 